# Stropharia caerulea
Stropharia caerulea (лат.) — вид грибов, входящий в род Строфария (Stropharia) семейства Строфариевые (Strophariaceae).

## Таксономия
Синонимы:
- Agaricus politus Bolton, 1788, nom. illeg.basionym
- Psilocybe caerulea (Kreisel) Noordel., 1995

## Описание
- Шляпка 1—7,5 см в диаметре, у молодых грибов конической или выпукло-конической формы, затем раскрывается до выпуклой и уплощённой, с низким бугорком в центральной части, почти негигрофанная, у молодых грибов сине-зелёная, с возрастом становится жёлто-зелёной , охристой или светло-жёлтой, однако не утрачивает синеватого оттенка, слизистая.
- Мякоть бледная, с голубоватым оттенком, без особого вкуса, с пресным или сладковатым запахом.
- Гименофор пластинчатый, пластинки частые или довольно редкие, приросшие к ножке, нередко с нисходящим на неё зубцом, в молодом возрасте светло-коричневые, затем темнеют до фиолетово-коричневых.
- Ножка 3—10 см длиной и 0,3—0,7 см толщиной, цилиндрической формы, светло-голубого или сине-зелёного цвета. Кольцо располагается в верхней части ножки, часто неполное, исчезающее с возрастом.
- Споровый порошок фиолетово-коричневого цвета.

Споры 7,5—10×4—6 мкм, эллиптической или продолговатой формы, с едва заметной порой прорастания, тонкостенные. Базидии четырёхспоровые, с пряжками, булавовидные, 24—40×7—12 мкм.
Токсические свойства гриба не изучены.

## Ареал и экология
Широко распространена в Европе и Северной Америке, произрастает одиночно или небольшими группами, на гниющих опавших листьях, в лесах, парках, вдоль дорог. Сапротроф.